# Sant Martí de la Figuera de l'Aguda
Sant Martí de la Figuera de l'Aguda és una església del municipi de Vilanova de l'Aguda (Noguera) inclosa en l'Inventari del Patrimoni Arquitectònic de Catalunya. És al sud-est del nucli de Vilanova, a la carena de la costa de la Figuera, entre els barrancs de Botines i el de la Figuera. Accessible per pista forestal molt precària des de Ribelles. A la mateixa carena, a un centenar de metres al nord, es troben les restes del castell de la Figuera.

## Història
L'antiga església de Sant Martí depenia de la parròquia de l'Aguda. Tot i que el topònim del lloc de la Figuera figura des de mitjans del segle xi, l'únic document que dona informació de l'església data de 1092: és una publicació sacramental del testament de Bernat Transver, jurat sobre l'altar de Sant Ermengol de l'església de Santa Maria de Guissona en presència del jutge Guillermo on es fa donació «ad ecclesiam vero Sancti Martini Figerie» de dos modis de vi i la terra situada prop de Perelló, per la salvació de la seva ànima.

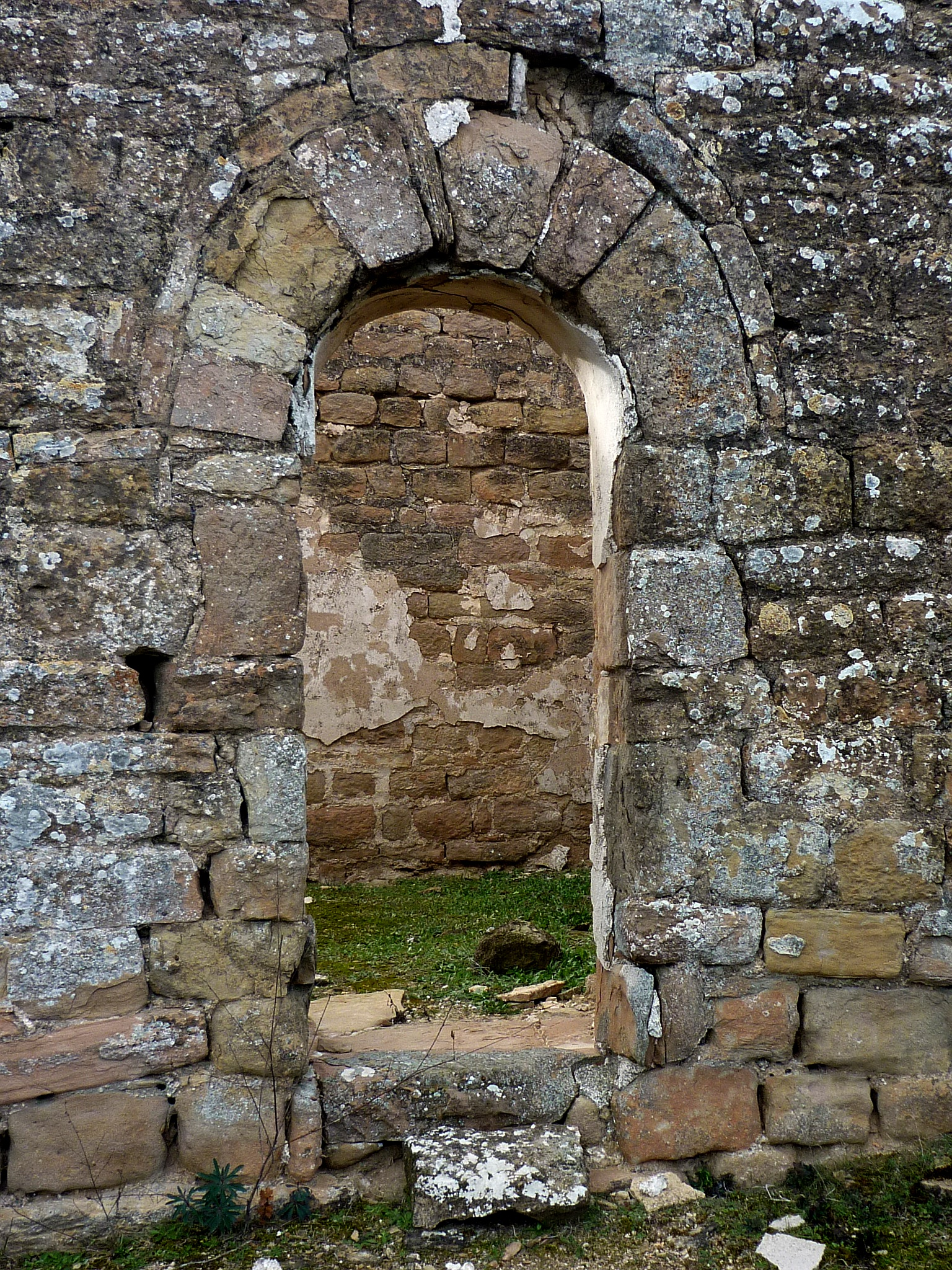
Portal d'entrada d'estil constructiu llombard, amb dovelles i filada de lloses planes (2015)

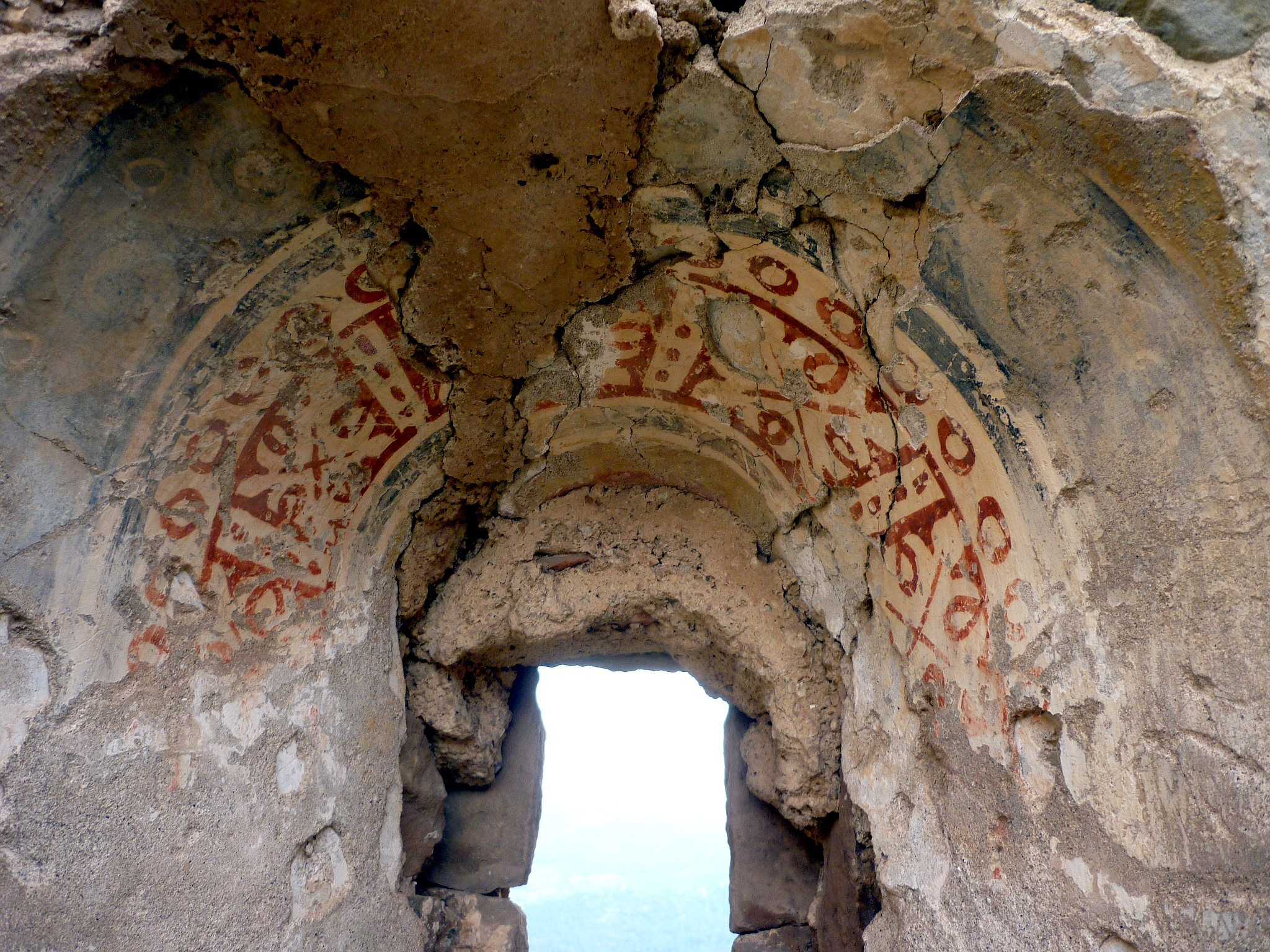
Restes de pintures a la finestra de l'absis (2015)

## Arquitectura
Edifici d'una sola nau, cobert a l'origen probablement amb fusta, i en el qual es bastí una volta de rajol en el curs d'unes reformes d'època barroca. La nau és capçada a llevant per un absis semicircular, precedit d'un arc absidal, del qual manca el brancal sud. Com la nau, tot el sector absidal és mancat de coberta i sostre que originalment degué ser resolt amb una volta de quart d'esfera. L'arc presbiteral degué ser de mig punt. Atesa la posició de l'arc d'obertura de l'absis i del ràfec de la nau, és de suposar que devia tenir una coberta d'embigat de fusta.
La porta s'obre a la façana sud i és resolta amb un arc de mig punt exterior, de dovelles ben tallades i extradossades per una filada de lloses planes, seguint les fórmules constructives llombardes. A la façana de ponent hi ha una finestra cruciforme, de construcció molt rústega i irregular, i al centre de l'absis hi ha una finestra de doble esqueixada. Hi ha nou nínxols rectangulars arrenglerats al mur de ponent, i dos nínxols més a la conca absidal on es conserven, per sota dels arrebossats tardans, restes de pintura mural de to vermellós, molt esvaïda, que podrien ser d'origen medieval.
L'aparell és format per carreus disposats regularment amb juntes grasses. Probablement en època barroca s'afegí un contrafort atalussat a l'absis i es referen les cantonades de la façana nord. Les façanes són nues d'ornamentació llevat del ràfec que es conserva en bona part de la nau i en algun sector de l'absis. Les característiques constructives i la decoració de la porta evidencien que es tracta d'una obra bastida amb les formes pròpies de la fi del segle xi o ja en el segle xii.